# Nintendo DS
Nintendo DS (ニンテンドーDS  Nintendō Dī Esu?) es una videoconsola portátil de la multinacional japonesa Nintendo, creada para suceder a la Game Boy Advance. Permite la reproducción de videojuegos y multimedia, y pertenece a la séptima generación cuyo rival directo fue la PlayStation Portable. Fue la tercera consola para videojuegos en la que el jugador puede interactuar con el juego mediante el uso de la pantalla táctil. Fue la primera consola más vendida de toda la historia (contando todas sus versiones), además de ser la consola más vendida de toda la historia de Nintendo.

## Firmware
La consola tiene su propio sistema de arranque firmware. Al encender el equipo, una advertencia de salud y seguridad se muestra en primer lugar, al ser tocado el aviso, se carga el menú principal, similar a la consola Wii. El menú principal presenta al jugador siete opciones: jugar a un juego de DS, el uso del PictoChat, iniciar la descarga DS, jugar un juego de Game Boy Advance, cambiar el brillo de la pantalla, activar la alarma y acceder a la configuración de la consola.
El firmware también ofrece un reloj de alarma, varias opciones de personalización (como prioridad para el arranque, cuando se insertan los juegos de GBA y pantalla de preferencia) y la capacidad para introducir la información del usuario y las preferencias (como el nombre, fecha de nacimiento, color favorito, etc) que pueden ser utilizados en los juegos.

### Homebrew
Desde la aparición de la consola, la autodenominada "scene", hace usos no autorizados de las tarjetas R4, desde emular consolas de videojuegos antiguas: Game Boy, SNES, o incluso NeoGeo o MSX, a usar aplicaciones para poder reproducir películas o archivos de sonido en MP3 y Midi en la Nintendo DS, pasando por los propios juegos hackeados de DS; esto ha provocado que la compañía Nintendo tenga que encontrar y denunciar a los distribuidores de estos cartuchos.

## Catálogo de juegos

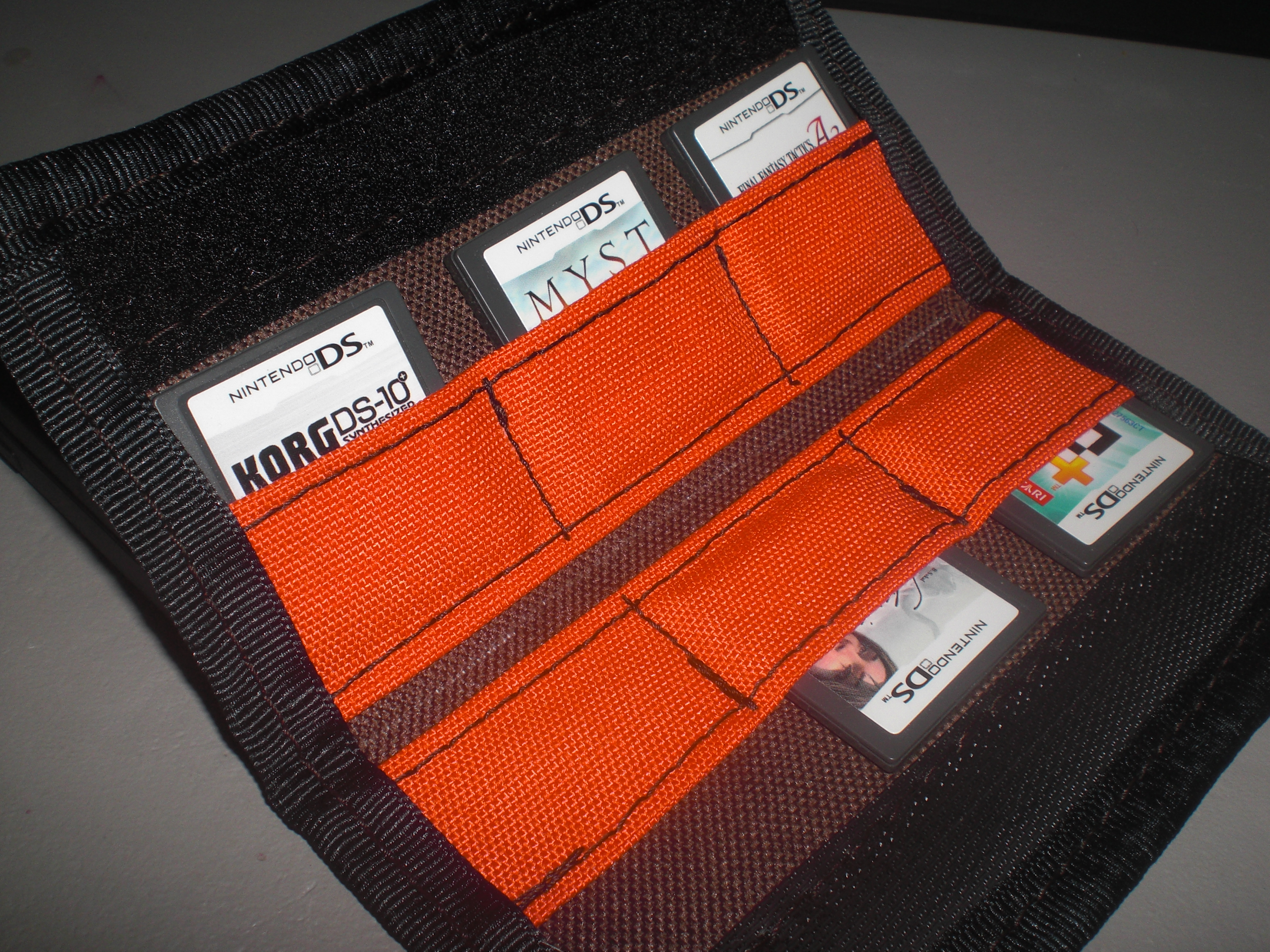
Estuche con juegos de DS.

Nintendo DS tenía en abril de 2006 más de 168 juegos disponibles en América, con un total de 6526 juegos a nivel mundial, contando los juegos repetidos por idioma, país o región y las demos técnicas y sin contar las entregas homebrew y los juegos traducidos por los fans. Actualmente es la videoconsola con más proyectos en desarrollo del mercado y el sistema portátil que tiene un mayor y más variado catálogo de juegos. La biblioteca de Nintendo DS cuenta con juegos de todos los géneros: desde carreras, acción, estrategia, lucha, RPG, plataformas, simuladores, deportes, cartas Yu-Gi-Oh!, hasta otros que pocas o ninguna vez han sido explotados como las mascotas virtuales (Nintendogs), juegos de inteligencia (Brain Training), juegos basados en medicina (Trauma Center) y aplicaciones como diccionarios, traductoras o agendas. Todos ellos hacen uso, en mayor o menor medida, de la pantalla táctil, el micrófono con reconocimiento de voz, la conexión Wi-Fi de Nintendo, los modos multijugador y todas las características de Nintendo DS. Nintendo DS tiene también una línea de juegos exclusivos, llamados los Touch! Generations, enfocados a personas que no son asiduas al mundo de los videojuegos.
Muchos juegos de sagas clásicas propias de Nintendo como Animal Crossing, The Legend of Zelda, Mario, Metroid, Star Fox, Pokémon. Destaca el remake de Super Mario 64 y también NSMB

### Los 10 juegos más vendidos
- 1. New Super Mario Bros.: 31,80 millones
- 2. Nintendogs: 23,96 millones
- 3. Mario Kart DS: 23,60 millones
- 4. Brain Training: 19,01 millones
- 5. Pokémon Diamante y Pokémon Perla: 17,67 millones
- 6. Pokémon negro y Pokémon blanco: 15,64 millones
- 7. More Brain Training: 14,88 millones
- 8. Pokémon HeartGold y SoulSilver: 12,72 millones
- 9. Animal Crossing: Wild World: 11,75 millones
- 10. Super Mario 64 DS: 11,06 millones

## Revisiones

### Nintendo DS Lite

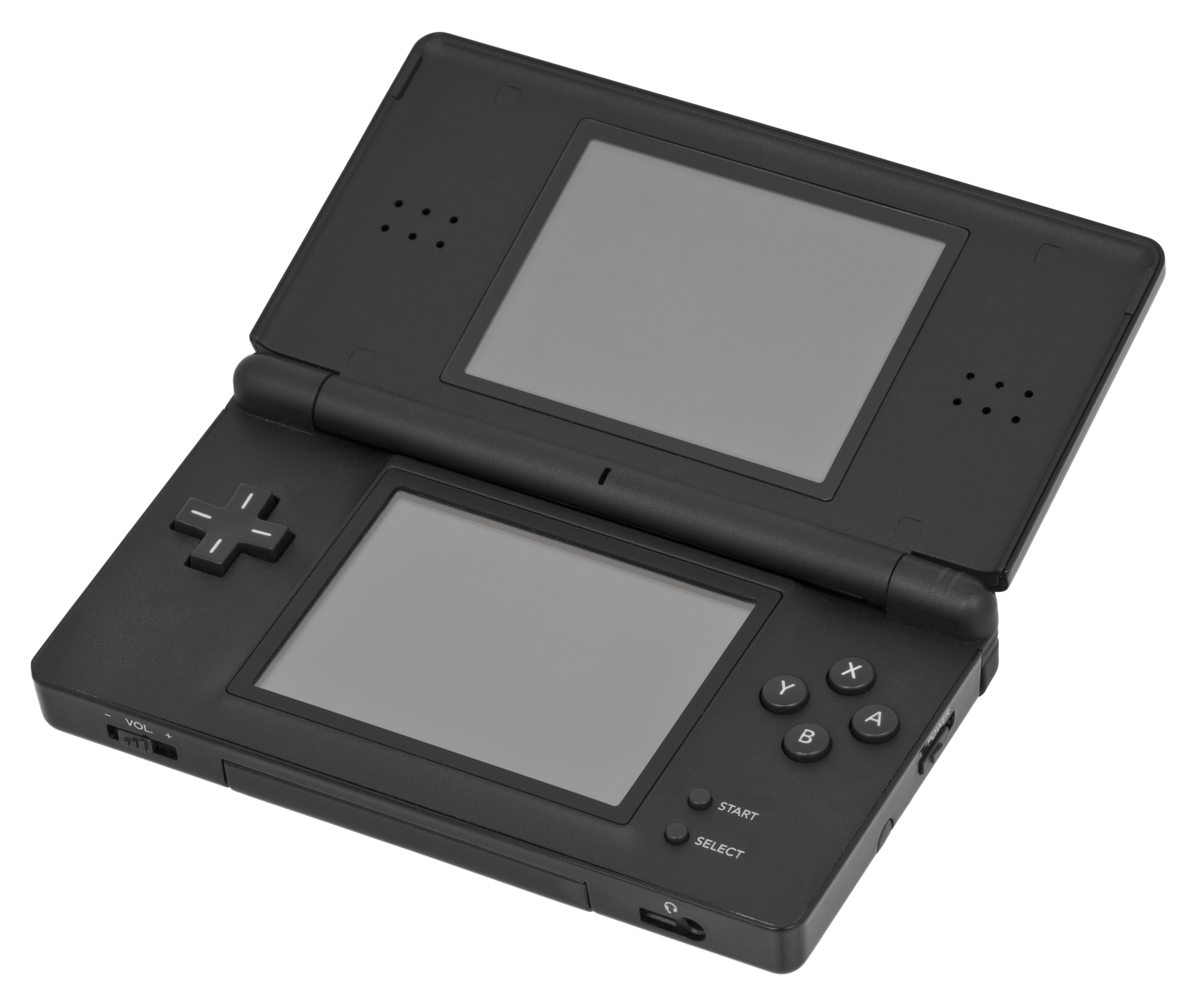
Nintendo DS Lite.

La Nintendo DS Lite es una consola portátil fabricada por Nintendo a partir de 2006, que fue desarrollada para suceder a la Nintendo DS original. Sus novedades fueron la estética, mucho más estilizada y pulida, un aumento considerable en la duración de su batería, una pantalla táctil más precisa y la posibilidad de elegir entre cuatro niveles de brillo.

### Nintendo DSi

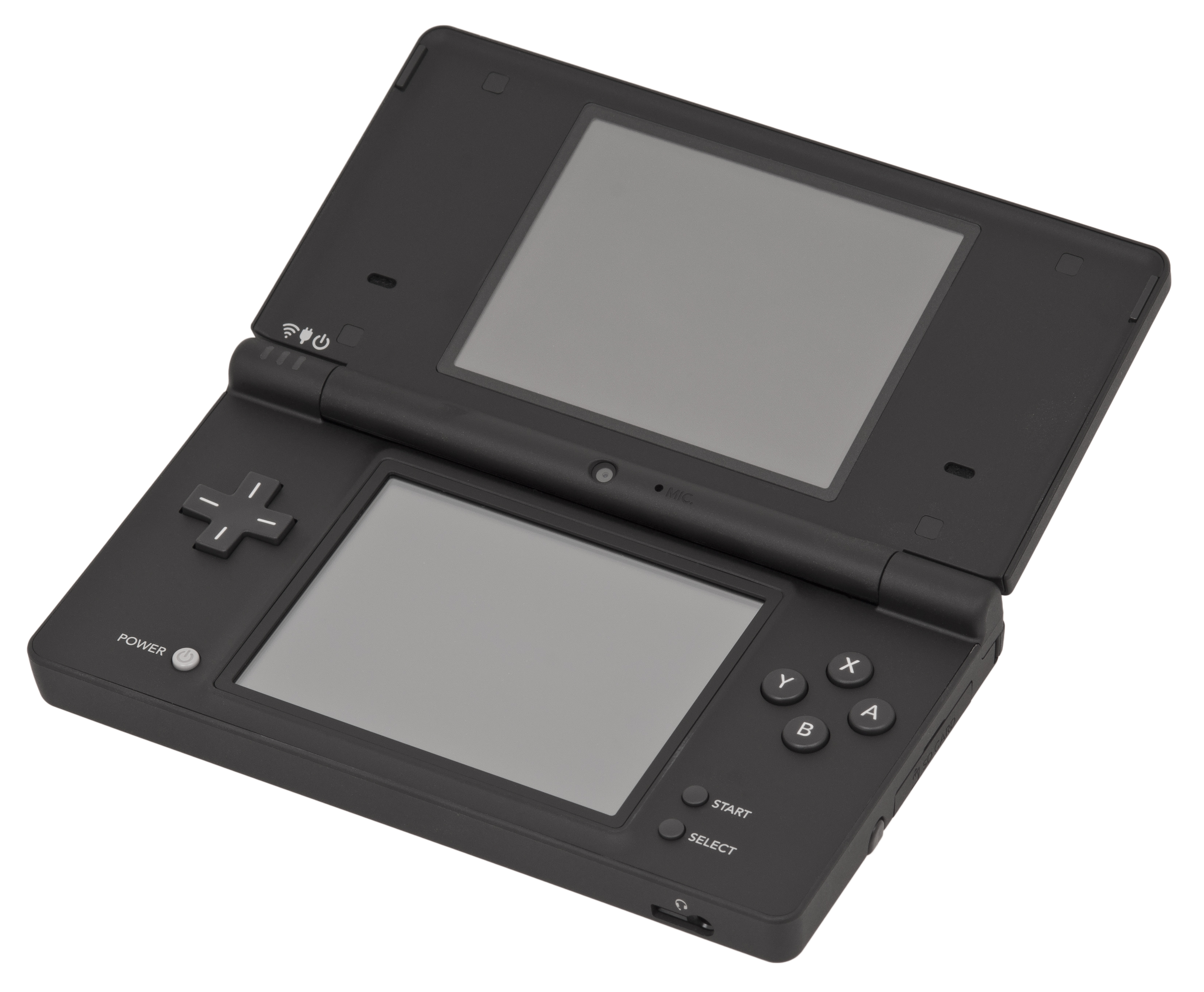
Nintendo DSi.

Nintendo inició el desarrollo de la NDSi a inicios del 2006 y este fue revelado durante la conferencia de Nintendo en Tokio el 2 de octubre de 2008 después del éxito de DS Lite. La meta de Nintendo es estrechar la distancia entre los usuarios por consola en los hogares.
Cuenta con varias luces led que indican de varios estados de la consola, led azul (encendido), led naranja (carga de la batería), led rojo (batería a 1/4 de carga) y led amarilla (conexión inalámbrica). Mientras el diseño es similar a lo consola DS Lite, esta incluye dos cámaras interactivas (0,3 megapíxeles) que pueden ser utilizadas durante los videojuegos o simplemente para tomar fotografías. Incluye interfaz al estilo Wii de Nintendo, ranura de tarjeta SDHC, Navegador de Internet, conexión a la Tienda Nintendo DSi y, aunque ya no se pueda, tenía la posibilidad de subir fotos a Facebook directamente desde la consola.

### Nintendo DSi XL

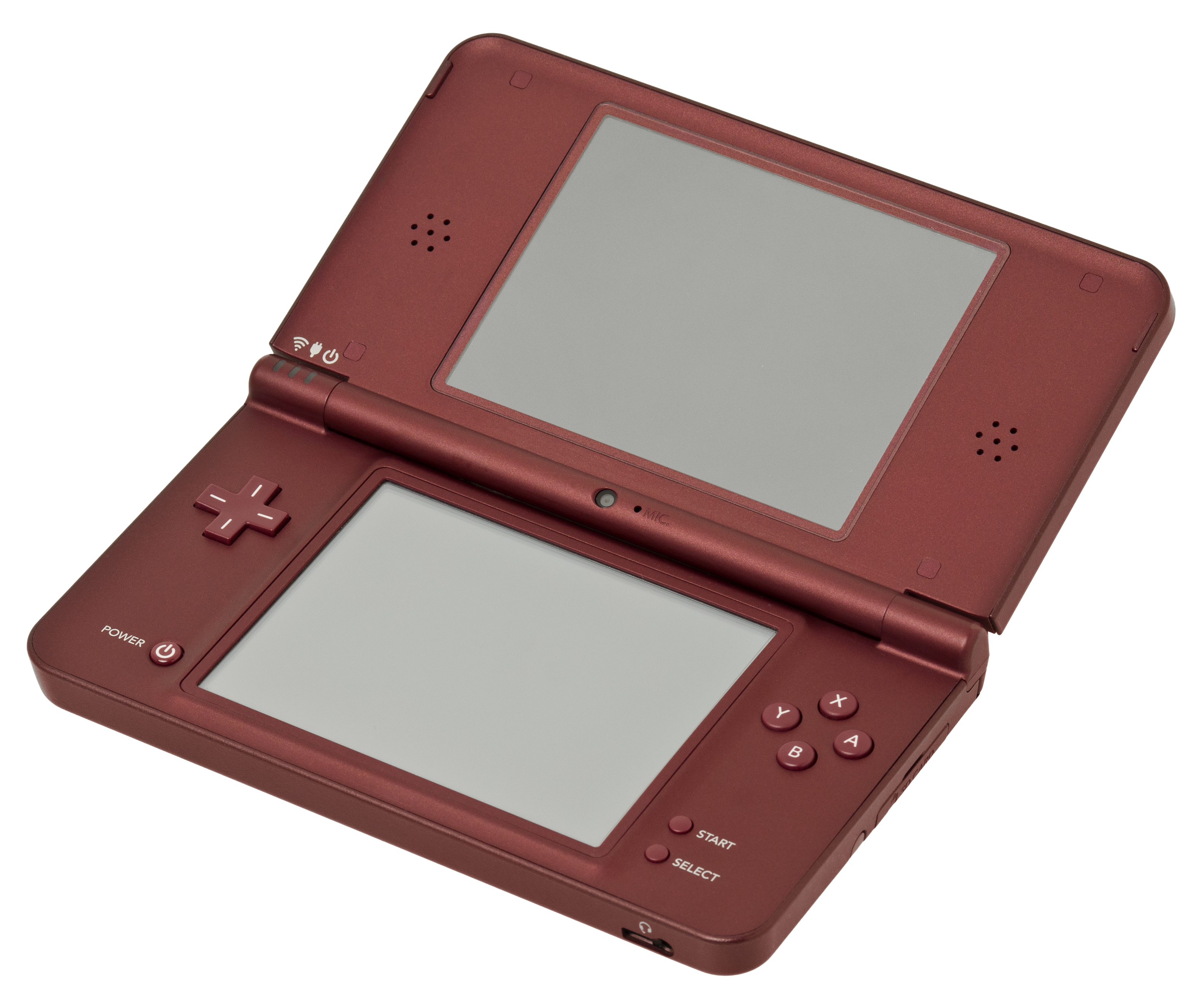
Nintendo DSi XL.

Nintendo sacó un modelo adicional de DSi: La DSi XL (DSi LL en Japón). Fue anunciada oficialmente por la compañía, saliendo a la venta en Japón el 21 de noviembre por 20.000 yenes, el modelo DSi cuesta 18.900 yenes.
En su segundo día disponible en Japón, superó las 103.000 unidades vendidas. Su principal novedad es el mayor tamaño de cada pantalla, 4'2 frente a las 3'25" de la DSi y las 3" de la DS Lite, siendo también considerablemente mayores las dimensiones de la consola. Además viene con dos stylus, uno normal y otro más grande y grueso; y con tres títulos de DSiWare preinstalados: Diccionario 6 en 1, Una pausa con... Brain Training del Dr. Kawashima: Letras y Nintendo DSi Browser. Este modelo no es sucesor de DSi, sino un modelo adicional (es decir, tienes dos "tallas" a elegir), destinado a las personas que tienen menos capacidad visual o problemas para agarrar la consola. De ahí sus colores más sobrios, un lápiz más cómodo y una mayor pantalla para facilitar el visualizado. Salió a la venta en España el 5 de marzo de 2010.

## Accesorios para Nintendo DS

### Receptor de Televisión

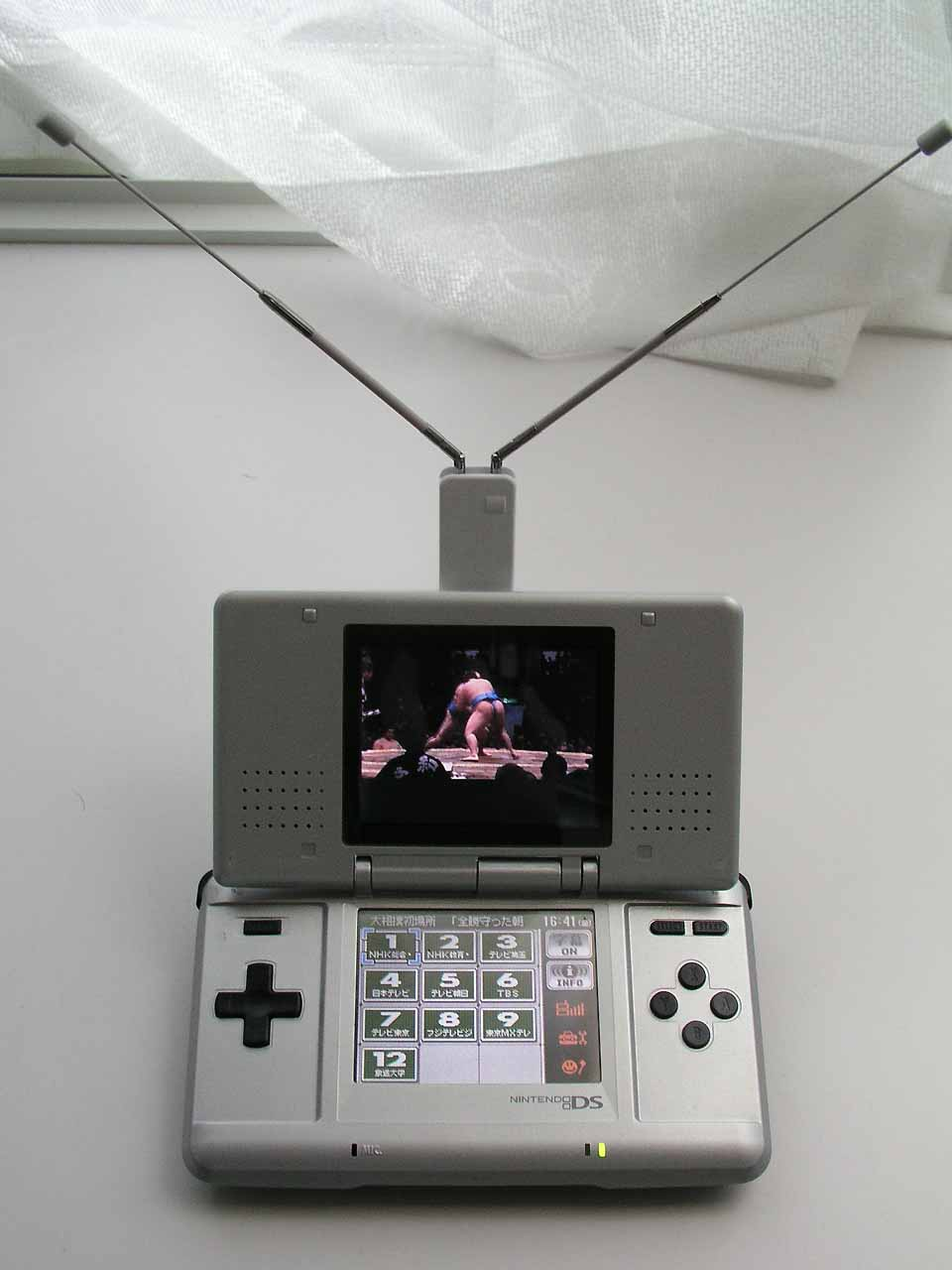
Receptor de TDT funcionando en la NDS.

Este accesorio se conecta directamente en la ranura de la tarjeta de juegos de Nintendo DS y sirve para ver televisión digital terrestre, a través del servicio 1seg. Para utilizarlo, una vez insertado en la consola, se deben expandir las antenas que trae, y el control se hace mediante la pantalla inferior táctil, mientras que la imagen se ve en la pantalla superior. Como el accesorio solo salió a la venta en Japón, no es compatible con los formatos de TDT norteamericanos o europeos, pero sí con los de la mayoría de los países sudamericanos que adoptaron la norma de Televisión digital terrestre japonesa.

### Rumble Pak

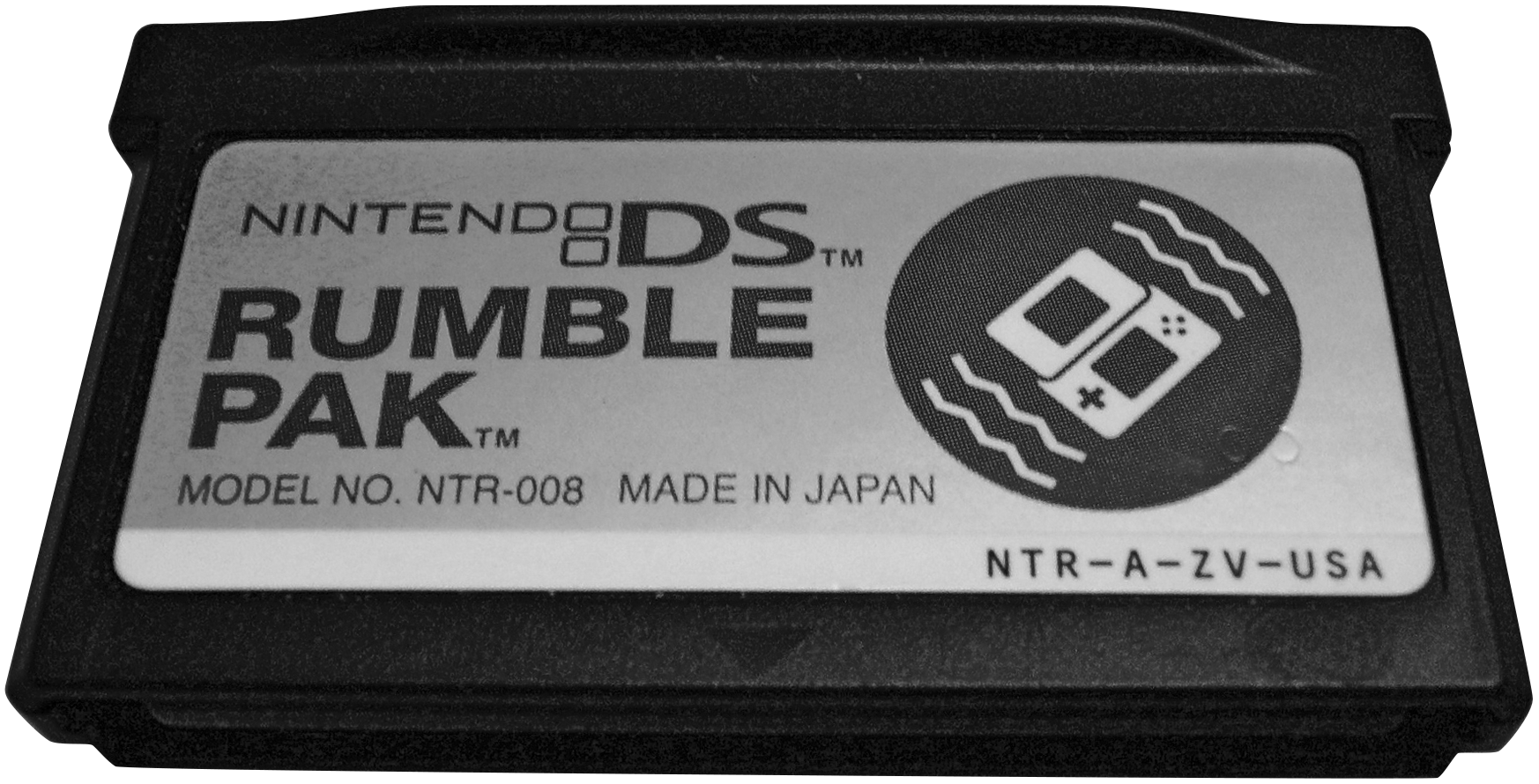
RumblePak

Rumble Pak es un accesorio que tiene la forma de un juego de Game Boy Advance, y se conecta por la ranura dedicada a estos juegos en el Nintendo DS. Su función es vibrar con los juegos compatibles, como: Metroid Prime Pinball, Mario and Luigi: Partners in Time, Star Fox Command, Metroid Prime Hunters, Iron Man, Super Princess Peach, Diddy Kong Racing DS y 42 Juegos de Siempre. En mayo del 2006 salió a la venta en Japón una versión más reducida del Rumble Pak, hecho especialmente para la consola Nintendo DS Lite, que es 1 cm. más corto lo que impide que sobresalga de la consola, como lo hacen los juegos de Game Boy Advance. Este accesorio no es compatible con las consolas Nintendo DSi, Nintendo DSi XL y Nintendo 3DS, ya que estas últimas no poseen la ranura para los juegos de Gameboy Advance.

### Activity Meter
Activity Meter (Medidor de actividad), es un podómetro infrarrojo. Se conecta a la consola a través de un cartucho capaz de leer señales infrarrojas en la ranura para juegos de Nintendo DS, lo que también le permite funcionar en la Nintendo DSi. Se puede poner en la ropa o collar de un perro, pero a diferencia de otros podómetros este no tiene pantalla, por lo que es necesario conectarlo a la consola para saber cuánto ha caminado alguien. Registra hasta siete días de actividad antes de necesitar ser conectado a la consola. Funciona con el juego Personal Trainer: Walking cuyo cartucho tiene un receptor infrarrojo incorporado.

### Conector Wi-Fi Link Nintendo DS

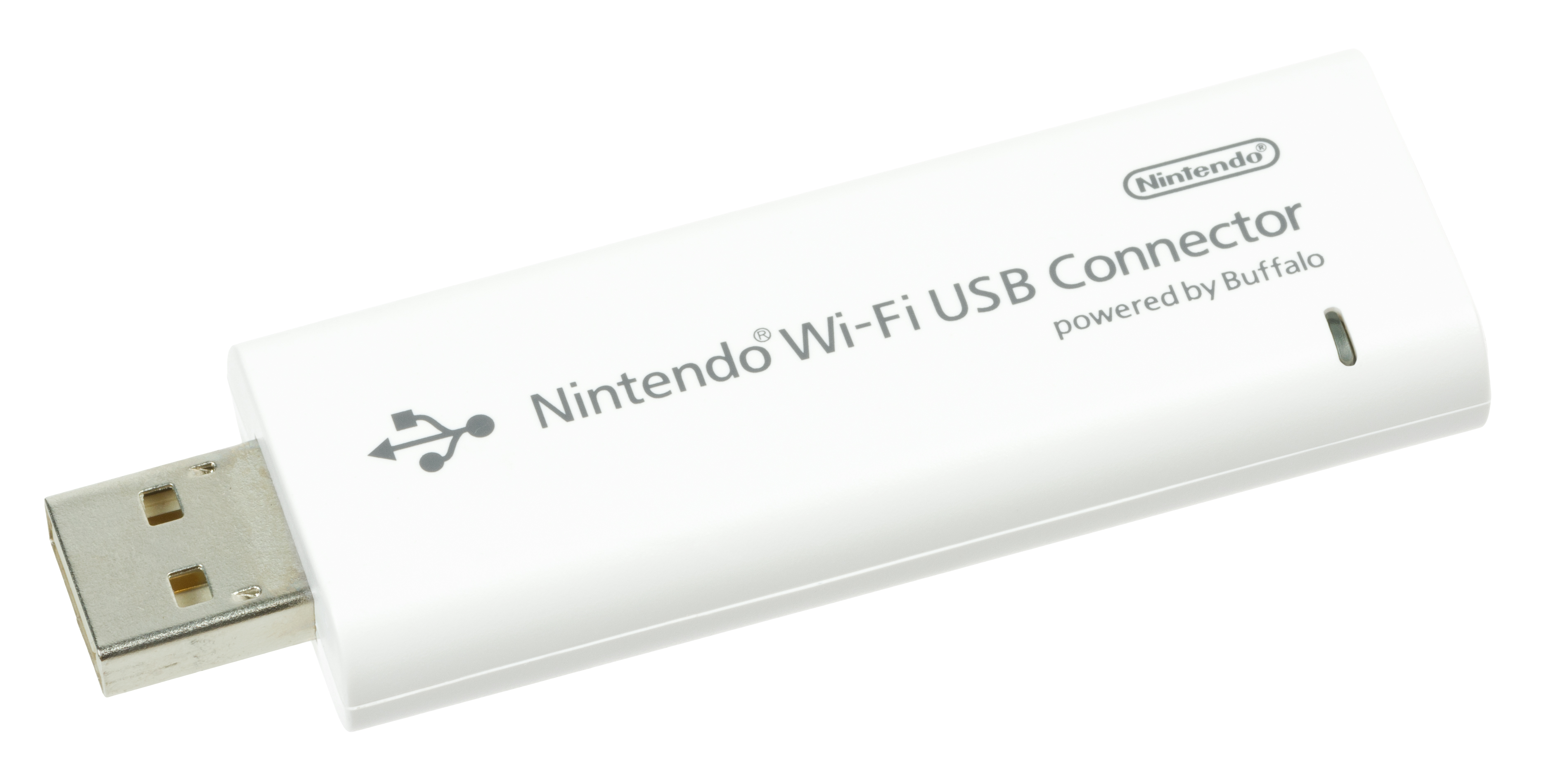
Conector Wi-Fi Link Nintendo DS.

El conector Wi-Fi Link Nintendo DS es un adaptador USB lanzado en 2005. Consiste en un dispositivo USB que se conecta a un ordenador con Windows convirtiendo nuestro equipo en un punto de acceso Wi-Fi donde puede conectarse nuestra Nintendo DS.

## Especificaciones técnicas
El controlador de vídeo realizaba las siguientes operaciones del sistema consta de un motor de renderizado y un motor de geometría que realizan transformaciones e iluminación, clasificación automática de transparencia, efectos de transparencia, efectos de matriz de textura, vallas publicitarias 2D, transmisión de texturas, transformación de coordenadas de textura, mapeo de texturas con perspectiva correcta y prueba alfa por píxel. , mezcla alfa por primitiva,
3D por hardware: transform and lighting, transformación textura-coordenada 3D, síntesis de textura, alpha blending, antialiasing, Cel shading y z-buffering. Sin embargo usa filtrado de textura (nearest neighbor) haciendo que algunos títulos se vean pixelados. 
El sistema teóricamente puede generar alrededor de 120.000 triángulos por segundo a 60 cuadros por segundo. A diferencia de la mayoría del hardware 3D, tiene un límite de unos en el número de triángulos que puede dibujar en una sola escena (unos 6144 vértices o sea 2048 triángulos). El hardware 3D está diseñado para dibujar una sola pantalla por vez, o sea que para cuando se dibujan imágenes 3D diferentes en ambas pantallas la velocidad disminuye notablemente. 
La DS está generalmente más limitada por la cantidad de polígonos que por la velocidad de refresco. Posee una memoria de texturas de 132 KB por pantalla y un tamaño máximo de textura de 1024x1024 píxeles. cuenta con 656 kilobytes de memoria de video y dos motores 2D (uno por pantalla). Son similares (pero más potentes) al único motor 2D de Game Boy Advance. Además de que cuenta con un procesador de doble núcleo, 67 MHz (el núcleo principal) y 33 MHz (el núcleo secundario) y 4 mb de memoria PSRAM .
los usuarios pueden cerrar el sistema Nintendo DS para activar su modo de "suspensión", que pausa el juego y ahorra batería apagando las pantallas, los parlantes y las comunicaciones inalámbricas; sin embargo, cerrar el sistema mientras se juega un juego de Game Boy Advance no pondrá la Nintendo DS en modo de suspensión y el juego continuará ejecutándose normalmente. Ciertos juegos de DS (como Animal Crossing: Wild World)) tampoco se pausarán, pero la luz de fondo, las pantallas y los parlantes se apagarán. Además, al guardar el juego en ciertos juegos, la DS no entrará en modo de suspensión. Algunos juegos, como The Legend of Zelda: Phantom Hourglass,use el movimiento de cierre necesario para ingresar al modo de suspensión como una forma poco ortodoxa de resolver acertijos, o incluya secuencias de juego que requieran que la consola esté cerrada, como Looney Tunes: Duck Amuck..
El sistema tenía dos procesadores 2D por pantalla, similar al de Game Boy Advance, que tiene solo uno. Sin embargo, los núcleos están divididos en principal y secundario y solo el principal puede capturar vértices del motor 3D.
Nintendo DS tenía compatibilidad con Wi-Fi IEEE 802.11b. La unidad también soporta un protocolo especial inalámbrico creado por Nintendo que usa cifrado RSA en la señalización el cual era usado tanto para PictoChat, un chat para consolas DS, como para el sistema de descargas de DS, el cual permitía compartir un cartucho entre dos consolas distintas. El Wi-Fi se usa para acceder a la conexión Wi-Fi de Nintendo donde los usuarios pueden usar Internet o varios usuarios pueden jugar al mismo juego.
Nintendo afirma que la batería dura un máximo de 10 horas en condiciones ideales con una carga completa de cuatro horas. La duración de la batería se ve afectada por múltiples factores, incluido el volumen del altavoz, el uso de una o ambas pantallas, el uso de la conectividad inalámbrica y el uso de la luz de fondo, que se puede encender o apagar la luz en juegos seleccionados como Super Mario 64 DS. La batería es reemplazable por el usuario utilizando únicamente un destornillador Phillips. Después de aproximadamente 500 cargas, la duración de la batería comienza a disminuir.
| Peso           | 275 g (9.7 oz) | 275 g (9.7 oz) |  |
| Tamaño         | Cuando está cerrado: 148,7 mm (5,85 pulgadas) x 84,7 mm (3,33 pulgadas) x 28,9 mm (1,14 pulgadas) (ancho x alto x profundidad) | Cuando está cerrado: 148,7 mm (5,85 pulgadas) x 84,7 mm (3,33 pulgadas) x 28,9 mm (1,14 pulgadas) (ancho x alto x profundidad) |  |
| Pantalla       | Dos pantallas LCD TFT: 62 mm × 46 mm (2,4 pulg. × 1,8 pulg.), 77 mm (3,0 pulg.) en diagonal, distancia de puntos de 0,24 mm, profundidad de 18 bits (262 144 colores), espacio de 21 mm entre pantallas (≈92 líneas) | Dos pantallas LCD TFT: 62 mm × 46 mm (2,4 pulg. × 1,8 pulg.), 77 mm (3,0 pulg.) en diagonal, distancia de puntos de 0,24 mm, profundidad de 18 bits (262 144 colores), espacio de 21 mm entre pantallas (≈92 líneas) |  |
| Resolución     | 256 × 192 pixels (4:3 relación de aspecto) para cada pantalla | 256 × 192 pixels (4:3 relación de aspecto) para cada pantalla |  |
| Audio          | Mitsumi MM3205B estéreo con 16 canales PCM/ADPCM, | Mitsumi MM3205B estéreo con 16 canales PCM/ADPCM, |  |
| CPU            | Dos procesadores ARM: - CPU principal ARM946E-S de 32 bits; Velocidad de reloj de 67 MHz. Procesa mecanismos de juego y reproducción de video. - coprocesador ARM7TDMI de 32 bits; Velocidad de reloj de 33 MHz. Procesa la salida de sonido, admite Wi-Fi y asume funciones de segundo procesador en el modo Game Boy Advance | Dos procesadores ARM: - CPU principal ARM946E-S de 32 bits; Velocidad de reloj de 67 MHz. Procesa mecanismos de juego y reproducción de video. - coprocesador ARM7TDMI de 32 bits; Velocidad de reloj de 33 MHz. Procesa la salida de sonido, admite Wi-Fi y asume funciones de segundo procesador en el modo Game Boy Advance |  |
| RAM            | Tipo | PSRAM |  |
| RAM            | Modelo | d4632512f9-e19x de |  |
| RAM            | Fabricante | NEC |  |
| RAM            | Capacidad | 4 MB |  |
| RAM            | Frecuencia | 33 MHZ |  |
| RAM            | Modo de operación | síncrona |  |
| RAM            | bus de datos | 32 Bit |  |
| RAM            | (ampliable a través de la ranura Game Boy Advance, solo utilizada oficialmente por el navegador de Nintendo DS) | |  |
| Entrada        | - boton de encendido - Control deslizante de volumen - Ocho botones (A, B, X, Y, L, R, Start, Select) - D-pad - pantalla táctil resistiva (lower screen only) - Micrófono | |  |
| Voltaje        | 1.65 v | |  |
| Batería        | Batería recargable de iones de litio de 850 mAh | |  |
| Almacenamiento | 256 kB memoria flash | |  |
| Conectividad   | Conexión de red inalámbrica 802.11b integrada (solo compatible con encriptación WEP) | |  |

Motherboard de la Nintendo ds mk1
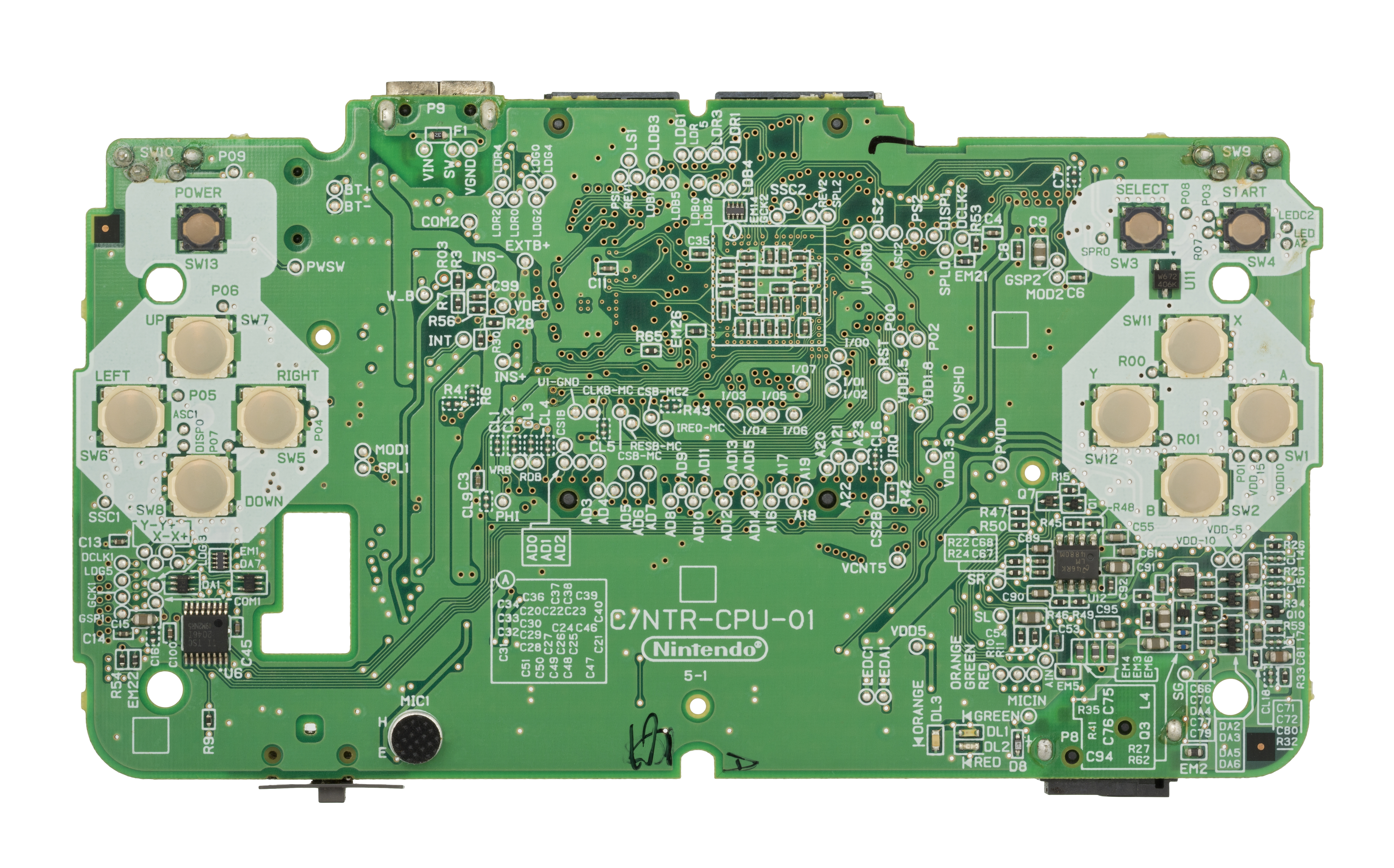
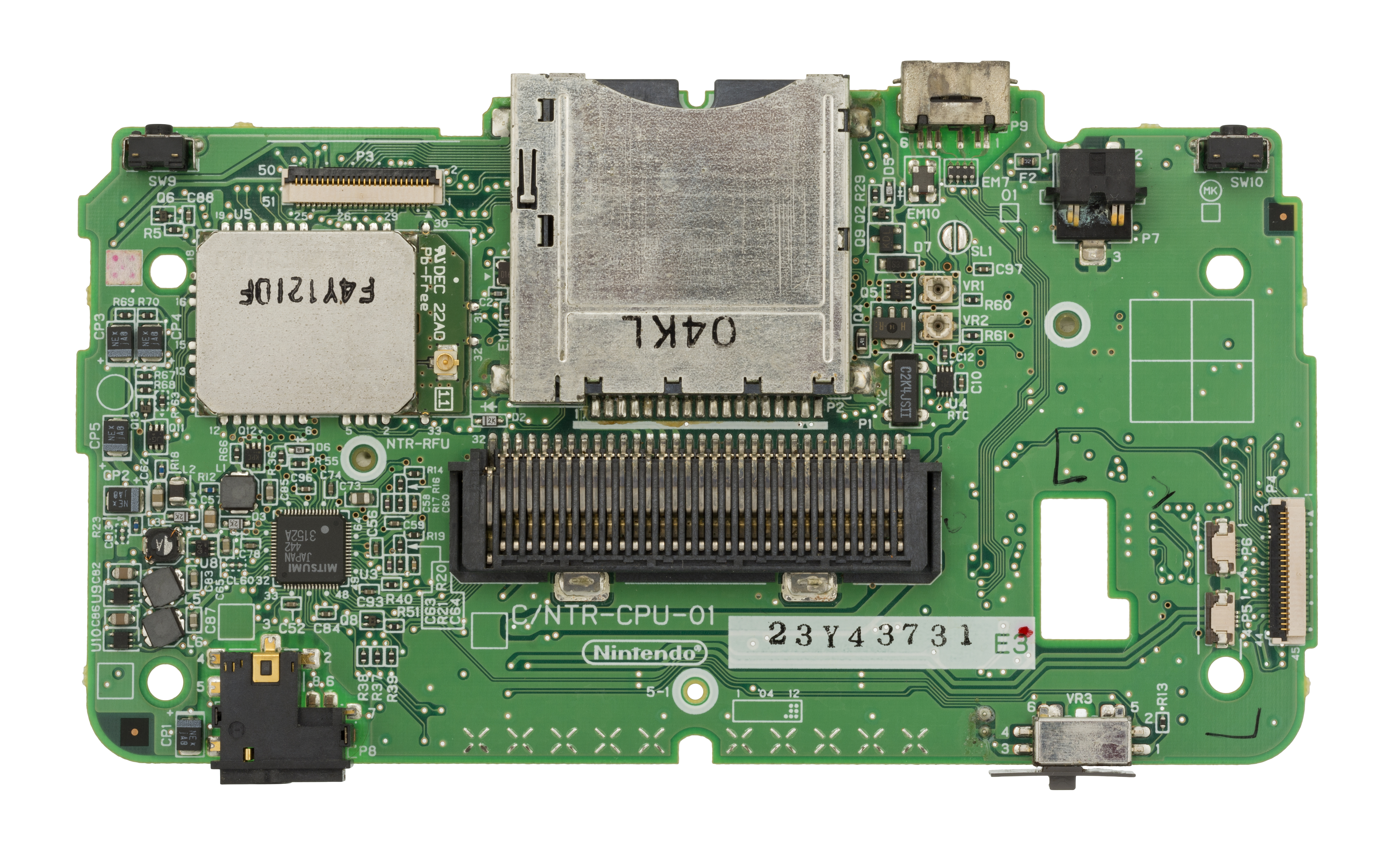

### Accessories
Although the secondary port on the Nintendo DS does accept and support Game Boy Advance cartridges (but not Game Boy or Game Boy Color cartridges), Nintendo emphasized that the main intention for its inclusion was to allow a wide variety of accessories to be released for the system.
Due to the lack of a second port on the Nintendo DSi, it is not compatible with any accessory that uses it.

#### Rumble Pak
The Rumble Pak was the first official expansion slot accessory. In the form of a Game Boy Advance cartridge, the Rumble Pak vibrates to reflect the action in compatible games, such as when the player bumps into an obstacle or loses a life. It was released in North America and Japan in 2005 bundled with Metroid Prime Pinball. In Europe, it was first available with the game Actionloop, and later Metroid Prime Pinball. The Rumble Pak was also released separately in those regions.

#### Headset
The Nintendo DS Headset is the official headset for the Nintendo DS. It plugs into the headset port (which is a combination of a standard 3.5 mm (1/8 in) headphone connector and a proprietary microphone connector) on the bottom of the system. It features one earphone and a microphone, and is compatible with all games that use the internal microphone. It was released alongside Pokémon Diamond and Pearl in North America, and Australia.

### Reinicio sin necesidad de apagar y encender la consola
Al igual que en la Game Boy Advance y en la Super NES, en la Nintendo DS también es posible efectuar un reinicio en caliente, si es necesario, pero hay ciertos juegos como Sonic & SEGA All-Stars Racing que no cuentan con este método. Para realizarlo se pulsan a la vez L + R + START + SELECT (en GBA: A + B + SELECT + START).